# Placidochromis nigribarbis
Placidochromis nigribarbis är en fiskart som beskrevs av Mark Hanssens 2004. Placidochromis nigribarbis ingår i släktet Placidochromis och familjen Cichlidae. Inga underarter finns listade i Catalogue of Life.